# Pedro de Urrutia y Cruz
Pedro de Urrutia y Cruz (Madrid, 31 de enero de 1850-¿?) fue un músico español.

## Biografía
Natural de Madrid, fue admitido en 1857 en el Conservatorio de Música de la capital, donde asistió a una clase de solfeo impartida por Juan Rodríguez Castellano de la Parra. En los concursos públicos de solfeo organizados en 1859 por aquella institución, ganó el áccesit. Terminó los estudios en 1860, habiendo obtenido en todos los exámenes la nota de sobresaliente, según reseña Baltasar Saldoni en su Diccionario biográfico-bibliográfico de efemérides de músicos españoles. En septiembre de 1858 fue destinado a la clase de violín de Jesús de Monasterio, y en todos los exámenes de dicha enseñanza alcanzó también la ota de sobresaliente; en los concursos públicos de 1862, el áccesit; en los del año siguiente, el segundo premio, y en el último año, en junio de 1864, la medalla de oro. En septiembre de 1861 pasó a la clase de armonía a cargo de Rafael Hernando y Palomar, en la que obtuvo en el primer año la nota de mediano; en el segundo, bueno, y en el tercero, notable. Ese último año, se presentó a concursos públicos de armonía, y obtuvo el segundo premio. En septiembre de 1865, fue destinado, por haber terminado el estudio de la armonía, a la clase de composición impartida por Hilarión Eslava, y en los dos años de exámenes alcanzó la nota de bueno.
Tocó el violín a solo en varios conciertos para la beneficencia y para algunos artistas que se celebraron en el propio conservatorio, así como en algunos de los teatros de Madrid. Ostentó, asimismo, la plaza de primer violín de la orquesta del Teatro Real y de una sociedad de conciertos dirigida por Francisco Asenjo Barbieri.